# Reşat Erceş
Reşat Erceş (ur. 5 czerwca 1918) – turecki biegacz narciarski i narciarz alpejski, olimpijczyk.
Uczestnik igrzysk olimpijskich w Garmisch-Partenkirchen (1936) w dwóch dyscyplinach. W narciarstwie alpejskim wystąpił w kombinacji – jedynej konkurencji tych zawodów. Po zjeździe zajmował ostatnie 60. miejsce, nie ukończył jednak slalomu, przez co nie został sklasyfikowany. Uczestniczył także w biegu sztafetowym 4 × 10 kilometrów, jednak sztafeta turecka (w składzie: Reşat Erceş, Sadri Erkılıç, Mehmut Şevket Karman, Cemal Tigin) nie ukończyła zawodów. Był najmłodszym tureckim zawodnikiem na tych igrzyskach.